# Ricardo Galvão
Ricardo Magnus Osório Galvão (Itajubá, Minas Gerais, 21 de desembre de 1947) és un físic i enginyer brasiler. Professor titular de l'Institut de Física de la Universitat de São Paulo (IF-USP) i membre de l'Acadèmia Brasilera de Ciències, fou Director-General de l'Institut Nacional de Recerca Espacial fins al 3 d'agost del 2019 quan va ser destituït pel president Jair Bolsonaro a conseqüència d'una discussió sobre les dades de desforestació accelerada de la selva amazònica que va fer públiques.